# A Csillagok háborúja szereplőinek listája
Ezen a lapon a Csillagok háborúja filmsorozatra épülő bármilyen közismert alkotás szereplőinek listája és rövid (1-2 mondatos) leírása olvasható. Azokat a szereplőket, akik az eredeti, hat részes filmsorozat valamelyikében, illetve ezek könyvváltozataiban előfordulnak, A Csillagok háborúja mellékszereplőinek listája c. lap külön és bővebb leírással listázza.

## 0-9
2-1B vagy Tuvan-bi
Felkelő orvosdroid, előfordulása: V. rész, mellékszereplő. Bővebben: A Csillagok háborúja mellékszereplői – 2-1B
327-T
Egy Treadwell gyártmányú WED-15-ös ipari droid volt, aki a klónháborúk idején a Tranquillity nevű cirkálón biztonsági őri feladatokat látott el, de Asajj Ventress könnyűszerrel kicselezte. A droid kijavította az egyik klón „tévedését”, amikor az 327-nek „becézte”, mire a katona társa megjegyezte, hogy a droidok nem szeretik, ha becézik őket. Megjelenés: A klónok háborúja I/9 (The Cloak of Darkness).
3D-4X
Típus: Cybot Galactica 3D-4X Mod II. A Cybot Galactica D-4X sorozat a népszerű titkárdroidok kevéssé ismert, elavult szériája. Az alakjuk humanoid, és általában szolgálatkész, ügybuzgó személyiséget programoznak beléjük. Ezeket a robotokat titkári feladatokra használják, s gyakran vannak gyárigazgatók és gazdag kereskedők tulajdonában. Nagy memóriakapacitásuknak köszönhetően kiválóan alkalmasak könyvelések, kimutatások készítésére, levelezések lebonyolítására. Jellemző: Két vizuális és két audioérzékelő, emberi hatósugár. Beépített vokabulátor. Rövidhullámon működő vevőantenna. AA-1 VerboAgy. TranLang I. kommunikációs modul, több mint hárommillió nyelv és kommunikációs forma és kultúra ismerete. Nagy memóriakapacitás. Szerepe: IG-88 utasítására a Mechis III-on meggyilkolta Hekis Durumm Perdo Bolokk Baldikkar Thun Igazgatót, a Mechis III Igazgatási Központjának vezetőjét, ezzel az Orgyilkos droidok átvették a bolygó irányítását.
4-LOM
Az Ezeréves Sólyom legénységének elfogására Darth Vader által felbérelt fejvadászok egyike, egy emberszabású droid; előfordul: az V. részben, játszotta: Chris Parsons, bővebben: 4-LOM.

## A
A-3D0
A-3D0 egy tehetséges droid volt, amely Andur Sunrider jedi birtokában volt. Később Andur feleségét, Nomi-t segítette, amikor ez jedi kiképzésben vett részt. Előfordulása: Tales of the Jedi sorozat (3,4,5, audiováltozat).
Argyos százados
Faro Argyos kapitány (angol eredetiben) vagy Argos százados (magyar szinkron) a szenátusi testőrség magas rangú tisztje volt a klónháborúk idején. Áruló lett és segített a szeparatisták megbízásából tevékenykedő Asajj Ventress-nek kiszabadítani a Rodia bolygón Padmé Naberrié által foglyul ejtett Nute Gunray helytartót. Megjelenés: A klónok háborúja I/9 (The Cloak of Darkness). Miután elvégezte feladatát, meglehetősen pimasz és arrogáns volt Asajj Ventress-szel, így az fénykarddal megölte – így Ventress egyedül aratta le a dicsőséget Darth Tyranus színe előtt.
Ahsoka Tano
Ahsoka Tano Anakin Skywalker tizennégy éves, togruta padawanja volt a Klónok Hábúja idején. Fordított markolat fogással vívott eleinte egy, majd két karddal. Jó barátok voltak tanítványtársával, Bariss Offeeval is. Robbantottak a Jedi Templomban, ezért Ashokát és mesterét visszarendelték a Templomba, hogy nyomozzák ki, mi történt. Megtalálják az egyik tettest és Ashoka barátja az ügyet a lányra keni. Ashokának bíróság előtt kell felelnie és kizárják a Jedi Rendből. Anakin megtalálja az igazi tettest. Ashoka visszatérhet a Jedi Rendbe, de képtelen megtenni ezt, így elsétál.

## B
Bane, Cad
Cad Bane egy professzionális duro(s) fejvadász a Klónháborúk idején. Előfordul a Klónok háborúja Holocron heist c. epizódjában és néhány más epizódban is.
Bannamu
Patróliai zsebtolvaj volt, aki ellopta Ahsoka Tano Jedi-padawan fénykardját (Klónok háborúja II./ „Lightsaber lost”).
Bulq, Sora
Sora Bulq egy weequay fajból származó férfi jedi mester volt a klónok háborúja idején. Kék fénykarddal harcolt. Sora már gyermekként érzékeny volt az Erőre. Jellemző volt rá, hogy a harcok előtt sokat meditált. Sokszor két fénykarddal harcolt, így ezt a stílust is elsajátította. Részt vett a geonosisi csatában, ahol egyike volt azon kevés jedinek, akik túlélték az első droid-hullámot. A csata után a hajót amiben ő is volt, felrobbantották, így az egész jedi rend abban a tudatban élt, hogy Sora meghalt. Ugyanez volt a helyzet Stuffal is, ám nem haltak meg. Leestek a geonosisi homokra, ahol Dooku találta meg őket. Elmondta a két jedinek, hogy a Köztársaság már nem számít rájuk, és hogy a Jedi Tanács kezében volt minden döntés, de ők nem éltek az előnyükkel.
Sora elvesztette bizalmát a Köztársaságban, s Dooku elkezdte megtanítani neki az Erő Sötét oldalát. Bulq egyik legnagyobb tette Oppo Rancisis megölése volt. Rancisis éppen csata előtti meditációját végezte, amikor Sora hátulról leszúrta őt. Búcsúzóként Sora ennyit mondott: "Nos, Rancisis mester, most már eggyé váltál az Erővel!" Bulq halálát a Saleucamin az a Quinlan Vos okozta, aki már egyszer megjárta a Sötét oldalt, de visszatért, s jediként győzte le Sorát. Dooku végignézte, ahogy meghal tanítványa. Halála után (mint néhány Sith) újra az Erő jó oldalán állt, s adatait egy holokron tárolta, amit Luke Skywalker fel is nyitott Jedi Akadémiáján.

## C
Callista
Callista egy Jedi-lovag a Régi Köztársaság idejéből. Felfedezett egy jól elrejtett Birodalmi fegyvert, egyfajta Halálcsillag prototípust és megpróbálta elpusztítani. Mikor ez nem sikerült és meghalt, arra használta fel az Erőt, hogy a fegyver lőelemző számítógépébe helyezze a tudatát. Itt maradt közel harminc évig, amíg Luke Skywalker fel nem fedezte és meg nem semmisítette a harcállomást. Közben Luke és Callista szerelmesek lettek egymásba, majd Callista lelke egy fiatal Jedinövendékbe költözött. Azonban az átváltozás megfosztotta a nőt az Erő Tiszta Oldalától, később azonban kiderült, hogy Erejét csak a Sötét Oldal által nyerheti vissza, ezért Callista önkéntes száműzetésbe vonult, és keresi a lelki békéjét.
Car Affa
Weequay fegyverkereskedő volt a Coruscanton, köztársasági fegyvereket adott el a gyanú szerint a szeparatistáknak. Anakin Skywalker elfogta, közben egy Bannamu nevű zsebtolvaj ellopta Ahsoka Tano padawan fénykardját (Klónok háborúja II./ „Lightsaber lost”).
Castas
Klatuini fejvadász volt, a klónháborúk idején az Aurra Sing vezette kis csoportban működött, akik Mace Windu meggyilkolását tűzték ki célul. A Florum bolygón Aurra Sing lelőtte egy kocsmában, miután kihallgatta holobeszélgetését egy twi'lek bűnözővel, melynek során Castas ajánlatot tett, hogy elárulja Aurrát a köztársaságiaknak, akik terrorcselekményei és a Windu elleni merényletkísérletek miatt körözték. A Klónok háborúja c. animációs sorozatban szerepelt három epizódban.

## D
Desann
A Jedi Knight 2: Jedi Outcast számítógépes játékban szereplő Desann egy Sötét Jedi, aki egy távoli kisbolygón született. Már kiskorában megmutatkoztak különleges képességei, ezért sokan féltek tőle. Később egy kereskedő felfedezte benne az Erőt és elvitte a Jedi Akadémiára. Itt sokáig tanult, majd később hideg és kegyetlen lett. A Jedi-képzése során egyre többször vitatkozott mestereivel és társaival, sokszor kifejezetten durván. Egy alkalommal hidegvérrel megölte egy padawan-társát; ahogy ő mondta „túl gyenge volt Jedinek lenni”. Ezután elmenekült; sokáig nem hallottak róla, majd ismét emlegették a nevét, mikor Fyyar admirálissal egy olyan hadsereget állítottak fel, aminek katonáit mesterségesen tettek fogékonnyá az Erőre. Halálát a Jedi Akadémia egyik termében lelte, Kyle Katarn ölte meg.

## G
Gree parancsnok
Magas rangú klón parancsnok volt a klónháborúk idején. Yoda fejezte le fénykarddal a Kashyyyk-on, amikor Gree a 66-os parancsot megkapta, és egy beosztottja segítségével megpróbálta lelőni a Jedi-mestert (A Sithek bosszúja). Egyéb megjelenések: A klónok háborúja I/9 (The Cloak of Darkness) – itt még Luminara Unduli Jedi-mester alatt szolgál a Tranquillity fedélzetén, ő adja át a foglyul ejtett Nute Gunrayt a szenátusi őrségnek, valamint nem sokkal később megküzd az áruló Argyus századossal.

## J
Jek
Köztársasági szolgálatban álló vörös jelzésű klónkatona volt a klónháborúk idején (ez a hadtest a szenátus körzetének őrzésével volt megbízva a Coruscanton, illetve fontos diplomaták és más magas rangú személyek alkalmi kíséretével, őrzésével). Munkája főleg abból állt, hogy a Coruscanton őrizte a Szenátust, de Yoda magával vitte a rugosai küldetésre – Thire-ral és Rys-szel együtt – ahol a toydariai Katuunko királlyal kellett tárgyalnia. Itt harcba keveredtek egy Asajj Ventress vezérelte droid-hadosztállyal, a harcok közti pihenő során Yoda azt tanácsolta a klónnak, hogy ne a fegyverekben, hanem az eszében bízzon (Jek ugyanis láthatóan nagyon megbízott a forgócsöves Z-6 gépágyújában). . Megjelenés: A klónok háborúja I/1 (Ambush).

## K
K4
Típus: RIM SECURITIES K4-es biztonsági robot
Magasság: 1,6 méter
Kialakítás: Hagyományos és energiatámadások ellen védő egész testet borító páncélzat. Beépített sugárvető, két kar.
Mozgás: Két giroszkópos stabilizátorral ellátott láb.
Funkció: Biztonsági szolgálat ellátása.
Jellemző: A biztonsági robotok kereskedelmi forgalmát a legtöbb civilizált rendszerben szigorúan szabályozzák, bár a nagyobb kaliberű bűnözők, a magánvállalatok és a helyi hatóságok széles körben alkalmazzák őket.
Kenix Kil (Kil Kanos)
Kenix Kil fejvadász, eredeti nevén Kil Kanos, Palpatine Császári Testőrségének utolsó tagja. A császár elleni összeesküvés során legyőzi Carnor Jax-t, aki szintén a testőrség tagja volt és elárulta a sith nagyurat ezzel megszerezve a hatalmat. Kenix Kil a Crimson Empire I-II címen megjelent 6 részes képregénysorozat és a The Bounty Hunters: Kenix Kil képregényben szerepelt.
Katarn, Kyle
Kyle Katarn Morgan Katarn és Patricia Katarn fia, és a Sulon bolygón született. Sokáig volt a Birodalom "szolgálatában" Lázadó beszivárgóként. Jan Ors-szal rengeteg küldetést hajtott végre, majd csatlakozott a Jedikhez. Ám akkor feltűnt egy Sötét Jedi, Jerec, és bandája (Yun, Sariss, Boc Aseca, Maw, Pic és Gorc). Egy droid átadta neki apja (Morgan Katarn) üzenetét, és a Jedi Mester, Qu Rahn zöld pengéjű fénykardját.
Egy különös droid, 8T-88 után ment, hogy elvegyen tőle egy térképet. Útközben legyőzi Yun-t, de meghagyja a Sötét Jedi életét. Aztán követi a bérgyilkos robotot, de elkésik, mert Pic és Gorc már előbb ért oda. Egy nagy csata árán őket is legyőzi, de a térkép elveszett. A leszállópályán egy újabb ellenséggel, a föld felett lebegő Maw-val kell szembeszállnia. Egyre növekvő Jedi képességeit használva megsebesíti a Sötét Jedit. Maw gúnyolódni kezd, és sértegetni próbálja Kyle apját, de Kyle dühös lesz, és megöli Maw-ot. Ekkor Jerec át akarja csábítani a Sötét Oldalra az ifjú Jedit, de Kyle nemet mond. A Sötét Erő lökése a földre teríti Kyle-t, de a Gonosz sem menekülhet a felrobbant hajótól. Kyle egy kis siklóval még el tud menekülni, de a hajtóműve tönkremegy, így kényszerleszállást kell hajtania a Ruusan felszínén. Ott lent már várják őt a túlélt Sötét Jedik. Sariss, Yun és Boc emelkedik a félkába Jedi fölé. Boc nevetve felveszi Qu Rahn Fénykardját, majd egy követ dob rá ezzel kettétörve a kardot. Yun megsajnálja a jedit "Ő egy Jedi. Megérdemel egy harcot.", és megállítja az éppen lecsapó Sariss pengéjét. Balszerencséjére, Sariss könnyedén – védekezésképpen – végez vele. Kyle ekkor felveszi a halott Yun narancssárga Fénykardját, és egy hosszadalmas párbaj után legyőzi Sariss-t. Ekkor megérzi Jan jelenlétét, és behatol a Jedik Völgyébe. A Hatalmas Neuránium szobrok mellett rá is talál szerelmére, ám ekkor az egy szobornak álcázott Boc áll az ifjú Jedi elé. Boc két lila pengéjű fénykarddal harcol. Különleges Sötét erejével Villámgömböket képes gerjeszteni Kyle-ra, de a Jedi végül legyőzi. Ekkor a Völgy középpontja, melyben ezernél több Jedi ereje nyugszik békében, kettétört, és Jerec emelkedett ki belőle. A Sötét Oldal erejével Jerec egy óriási Tornyot képes irányítani, így akadályozva meg Kyle-t a győzelemben. 
Az ifjú Jedi védőpajzsot próbált gerjeszteni a Sötét Jedi ellen, ám Jerec könnyedén hárította azt. Kyle végül legyőzte Jerec-et. A Sötét Lord elvesztette Fénykardját, de Kyle odalökte elé. Jerec dühtől elszántan támadni próbált, ám ereje már túlságosan gyenge volt a harchoz, Kyle végül egy halálosan pontos csapással derékban kettévágta és leterítette az erőteljes Sötét Jedit, akiből utána lelkek ezrei szálltak ki; ezzel eltűnt Jerec teste. (Forrás: Jedi Knight: Dark Forces II számítógépes játék)
Ezek után a lázadókhoz csatlakozik, akik az Altyr 5 bolygón építettek egy újabb bázist, csakhogy a Birodalom előtt ez nem sokáig volt titok. A bázisra rohamcsapatok hatoltak be, melyeket mind Kyle-nak kellett elintéznie. Mikor ezzel megvolt, az egyik űrkompot megszerezve leszállt az egyik aszteroidán, melyet a birodalmiak foglaltak el maguknak, hogy afféle bázisként működtessék. Akárcsak a Halálcsillagot, ezt is ellátták egy pusztító fegyverrel. Kyle ezt arra használta fel, hogy a "szomszédos" birodalmi aszteroidát kilője. Ezután az önmegsemmisítőt beindította és visszament a lázadókhoz Altyr 5-re. Akkoriban Kyle-nak Mara Jade volt a tanítványa, akit Katarn az aszteroidáról való visszatérte után megkért, hogy maradjon ott és segítsen. Mara Kyle-lal akart volna menni, de muszáj volt tartania magát mestere kéréséhez. Eközben Ka'pa-val, a Hutt-tal üzletet köt, mert az egyik embere ellopott tőle valami felszerelést, amit Mara-nak kellett visszaszereznie azzal, hogy elkapja a tettest. Katrassii űrkikötőjén át üldözte emberét, de végül csapdába esett. Így került egy erőd börtönébe, ahonnan kiszabadulva még lila-pengéjű fénykardjával le kellett győznie egy Rancort, majd nagy nehezen onnan kijutva visszatért a lázadók hajójára. Ezek után még vissza kellett szereznie a Jedi Holokront, melyet űrkalózok loptak el a hajóról, s Mara egy dobozban elbújva lapult meg a rakományok között, melyeket mind a rebellis hajóról loptak el. Miután Jade megoldotta az ügyet, Kyle után sietett, aki a Dromund Kaas bolygó mocsaraiban lelt egy Sith Templomra, ahova tanítványának utána kellett mennie. Ahogyan Kyle mondta: "minden, amire szükségem van, itt megtalálom", így hát Mara-nak nehéz dolga volt, főleg, hogy Kyle-t a templom mélyéig követte. Zombi Sith-ek és más halálos élőlények legyőzésével végül átjutott a labirintus-szerű katakombákon, hogy egy kis teremben megküzdhessen mesterével, Kyle Katarnnal. Kyle nem tudta megölni Mara Jade-et, így visszatért a jó oldalra, és elhagyták Dromund Kaast. (Forrás: Jedi Knight: Mysteries of the Sith számítógépes játék)
Kyle Katarn ezután szabadúszóként élte tovább életét Jan Ors-szal. Az Erőt immáron nem használja, kétszemélyes beszivárgó egységként működnek Mon Mothma és az Új Köztársaság szolgálatában. A Galaxist azonban újabb veszély fenyegeti, így Kyle felkeresi Luke Skywalkert a Yavin 4-en. Luke tanácsot ad, próbák elé állítja, ahol Kyle visszaszerzi az Erő feletti uralmát. Egy rég volt jedi tanítvány Desann és tanítványa, Tavion, a Sötét Oldal feletti uralmukat próbálják megszerezni a tenyésztett Reborn klónok segítségével. Desann elpusztításakor Taviont futni hagyja. Luke Akadémiáján két tanoncot kap, akiket ki kell tanítania (Rosh Penin és Jaden Korr). Eközben Tavion és kultistái egy jogar segítségével fel akarják támasztani az ötezer éve halott Sith nagyúrt, Marka Ragnos-t. A jogarba először tömérdek Erőt kell beleraktározni, amit Tavion szerte a galaxisban található Erő-maradványokkal rendelkező helyeken gyűjtöget bele, mint valami "intergalaktikus parazita". Tavion átállítja a sötét oldalra Rosh-t, ám amikor épp a Vjun bolygón található Darth Vader palota energiáját készül a jogarba emészteni, megérkezik Jaden és párbajoznak. Jaden győzedelmeskedik és életben hagyja Rosht. Ezután Tavion megfékezésére siet, de már Jedi Lovagként. Bár Tavionnak sikerült tervét véghez vinnie, (feltámasztja Ragnost) a nagyúr lelke Tavion testébe költözik. Kyle tanítványának (Jaden) sikerül legyőznie, és végleg lezárja a templomot. Jadent az Új Jedi Rend tagjává avatják.
(Fő források: Jedi Knight: Jedi Academy és Jedi Knight: Jedi Outcast számítógépes játékok)
Koth, Eeth
Eeth Koth egy zabrak Jedi-mester és -tanácstag volt a klónháborúk idején. Egy köztársasági cirkálórombolót irányított, amelyet Grievous flottája lerohant. Koth mester fogságba esett, amivel Grievous hologram-üzenetben dicsekedett el a Jedi-tanácsnak. Az üzenetbe azonban Koth kézjeleket rejtett el, amelyek megüzenték a Tanácsnak a hajó hollétét. Egy Jedi különítmény sikeresen odaérkezett és kiszabadította a mestert, bár Grievous számított az érkezésükre és csapdát is állított nekik. Megjelenése: több képregényszereplés mellett a Star Wars: A klónok háborúja (televíziós sorozat) c. animációs sorozatban (Grievous intrique c. ep.).

## L
Lawquane, Cut
Cut Lawquane Köztársasági klónkatona volt a klónháborúk idején. Egy bevetés közben elvesztette összes szakasztársát és eszméletlenül ébredt. Hosszas gyógyulása során úgy döntött, dezertál a seregből, feleségül vett egy twi'lek nőt, Suut, és együtt nevelték két gyereküket (valószínűleg nem Lawquane saját gyerekei voltak, csak fogadottak, twi'lek kinézetük miatt), valamint felvette a Cut Lawquane nevet. A szeparatista befolyás alatt álló Saleucami-ra költöztek egy farmra, hogy a Köztársaság nehezebben találja meg az egykori klónkatonáját. Amikor Grievous tábornok Eeth Koth balul sikerült foglyul ejtése után lezuhant a bolygón, a kiborg-vezért üldöző Rex klónszázadost megsebesítette két mesterlövészdroid, és Rex Suu-ék farmján keresett menedéket. Itt rábukkant Lawquane-re, de miután visszaverték egy csapat meghibásodott kommandósdroid támadását, és Lawquane arra hivatkozott, hogy most már kötelességei ide kötik a családjához, a százados úgy döntött, nem adja fel a dezertőrt a köztársasági hatóságoknak, és békében távozott.
Megjelenése: A klónok háborúja Deserter c. ep.

## M
Mereel, Jaster
Jaster Mereel (kb. Y. e. 100 – Y. e. 52]) a mandalori seregek vezére. Mikor Jango Fett családját megölték, ő nevelte fel a fiatal fiút. Jastert a Korda bolygón ölték meg.
A Star Wars: Történetek a Fejvadászokról című könyv szerint Jaster Mereel azonos a későbbi Boba Fett-tel. Előéletéről (a könyvből) annyit tudunk meg, hogy Jastert, a testőr-tanoncot egy társa megöléséért állítják törvényszék elé, a halálos ítélet valószínű. A következő, amit megtudunk, hogy ugyanez a személy évekkel később immár Boba Fett néven fejvadászként dolgozik .

## N
Noa
Noa egy ember pilóta volt, aki kényszerleszállást hajtott végre az Endor bolygón. Jó ideig élt ott, majd egy árván maradt ember lány Cindel Towani és annak Ewok barátja segítségével sikerült elhagynia a bolygót. Megjelenései: Csak a Ewok Kalandok: Harc az Endor bolygóért c. mozifilmben jelent meg.
Nym
Feeorin kalóz.

## O
Onasi, Carth
Carth Onasi egy 2003-ban kiadott számítógépes játék (Star Wars: Knights of the Old Republic) egyik szereplője. Harcolt a mandaloriak elleni háborúban, és hatalmas hírnévre és megbecsülésre tett szert. Aztán a Jedi erők főparancsnokai, Darth Revan és Dart Malak a háború befejeztével szembefordult a Renddel és a Köztársasággal, és a parancsnokságuk alá tartozó flottát is maguk mellé állították. Carth mentora, Saul, az egyik romboló parancsnoka is csatlakozott a sithekhez, Carth azonban nem követte. Mentora árulása bizalmatlanná tette őt. Az Endar Csúcson szolgált, mikor a sithek megtámadták a hajót, és neki menekülnie kellett, mentőkabinjával utolsóként hagyta el a hajót, mely a Tarisra zuhant. Carth csatlakozott a memóriatörlést elszenvedett Revanhoz, és kiszabadították Bastillát a Vulgárok (egy alsó-tarisi banda) fogságából. Segítette Revant a Csillagkohó utáni kutatásban, és közben rábukkant a saját fiára, akit halottnak hitt. Dustil Onasi a korribani Sith Akadémián tanult, de Revan meggyőzte őt, hogy térjen vissza a világos oldalra. Carth ott volt a Csillagkohón, mikor Revan, visszatérve a világos oldalra, megölte Malakot. Együtt menekültek el, mikor a hatalmas űrállomás belezuhant az Ismeretlen Rendszer napjába. Amikor Revan elhagyta az ismert Galaxist, Carthra hagyta, hogy hozza rendbe a Köztársaságot. Tábornokká nevezték ki, és találkozott a Számkivetettel is, az utolsó jedivel, aki visszaállította a Jedi Rendet, miután az szinte azonnal elpusztult. Legendás hajója az Ében Héja volt.

## P
Pektegy trandosán volt, a Trandosán Rabszolgakereskedő Céh egyik vezető alakja és birodalmi beleegyezéssel a Kashyyyk de facto diktátora volt a vuki anyabolygó birodalmi megszállása idején. Szadizmusával még a trandosánok közül is kiemelkedett, számtalan eszközt és módszert talált ki a vukik elfogására és kínzására. Egy lázadó – és emiatt rövid életű – vuki egyszer letépte a karjait, de Pekt – lévén trandosán – kb. egy hónap alatt visszanövesztette őket. A vukik segítségére érkező felkelők ölték meg. A Star Wars: Galactic Battlegrounds c. játék dokumentációjában szerepel.

## R
Ragnos, Marka
Egy Sötét Jedi volt, aki nagyon régen – körülbelül Y. e. 5000-ben – halt meg és ahogyan a legtöbb Sith nagyúrnak is tették, Ragnos-t is a Korriban nevű bolygóra temették, hatalmas sírt építve neki, melyet az idő és a természet azóta jócskán tönkretett: a sír körül szinte mindent ellepett vagy elnyelt a homok, mély szakadékokat és életveszélyes gyenge kőtömböket képezve ezzel – ezen "akadályokon" Jedi-n vagy Sith-en kívül senki sem juthatott volna át.
10 évvel az endori csata után, Luke Skywalker Jedi Akadémiáján kiképzett tanoncok legfőbb feladatává válik, hogy megállítsák Desann tanítványának, Tavion-nak a tervét. Ő ugyanis fel akarja támasztani a Sith nagyurat, hogy az majd kivégezhesse az összes Jedit és az univerzumra rontást hozva szolgálják őt Tavion és tanítványa, Alora, miközben Ragnos uralja az egész galaxist. Tavion-nak terve végrehajtásában egy egész kultusz segédkezik, mely "Ragnos Követői"-nek hívja magát és mindenhol megjelenik, hogy biztosítsa a leendő vezető hatalmát. Kyle Katarn egyik akadémiai tanítványa, Jaden Korr, elpusztítja a feltámasztáshoz szükséges jogart (A jogarban egy szürke kard rejtőzik, ami Ragnos fegyvere volt egykor, de olyan Erővel rendelkezik, mely sokkal erősebbé teszi azt a fénykardnál.), és bár Ragnos szelleme Tavion testét használta a harcra, az ifjú Jedinek mégis sikerült őt legyőznie. Marka Ragnos szelleme visszatért a sírjában őt ábrázoló szoborba, a jogarból pedig semmi sem maradt – Tavion testébe már nem tért vissza a lelke, mert nem bírt ellenállni a gonosz nagyúr megrontásának. Jaden a templomból kijövet fénykardját eldobván belehasít a bejárati kőkapuba, amitől az teljesen beomlik. Így már soha senki nem tudja feltámasztani Marka Ragnos-t. A Megmaradt Birodalmat legyőzték és a kultistákat pedig körülvették mindenhol, mert elvesztették erejüket, amikor a jogar elpusztult – Tavion ugyanis ezzel tartotta bennük a sötét Erőt.
Rys
Köztársasági szolgálatban álló vörös jelzésű klónkatona volt a klónháborúk idején (ez a hadtest a szenátus körzetének őrzésével volt megbízva a Coruscanton, illetve fontos diplomaták és más magas rangú személyek alkalmi kíséretével, őrzésével). Munkája főleg abból állt, hogy a Coruscanton őrizte a Szenátust, de Yoda magával vitte a rugosai küldetésre – Tyre-ral és Jekkel együtt – ahol a toydariai Katuunko királlyal kellett tárgyalnia. Itt harcba keveredtek egy Asajj Ventress vezérelte droid-hadosztállyal, a harcok közti pihenő során Yoda azt tanácsolta a klónnak – aki már-már feladta volna a harcot , hogy ne folyton az ellenségre figyeljen, hanem magában és a társaiban keresse a fő ösztönzést. Rys megfogadta a tanácsot. . Megjelenés: A klónok háborúja I/1 (Ambush).

## S
Snoke Legfőbb vezér
Snoke az Első Rend Legfőbb vezetője, Kylo Ren mestere. 
Sadow, Naga
Naga Sadow egy hatalmas Sith Úr volt, Y. e. 5000-ben. Naga állt a Nagy hiperűr háború mögött, amely a Sith birodalom határait akarta kiterjeszteni a Régi Köztársaság és a jedik rovására. Naga Sadow igazi sith vérből volt és a sith papság soraiból származott, erejét az Erő sötét oldalától nyerte. A Köztársaság bűnösnek nyilvánította és a háború elvesztése után a Yavin 4-re menekült.
Sinube, Tera
Tera Sinube idős cosiai Jedi mester a Klónháborúk idején, a Coruscant alvilágának szakértője. Megjelenése: A klónok háborúja; Grievous Intrique és Lightsaber Lost epizódok.
Solo, Anakin
Anakin Solo Han Solo és Leia hercegnő legfiatalabb gyermeke, két testvére volt: Jacen Solo és Jaina Solo. Luke Skywalker unokaöccse volt. Anakint az anyai nagyapja után nevezték el (Anakin Skywalker). Annyira tehetséges volt, hogy egyesek azt hitték, ő fogja majd átvenni Luke szerepét, mint a leghatalmasabb Jedi. Csecsemő korában egy Anoth nevű bolygón rejtegették a birodalmi kémek elől, akik fel akarták használni, hogy egy második Palpatine császárt neveljenek belőle. Későbbi a Birodalom többször is megpróbálta elrabolni, hogy felhasználják szülei és az Új Köztársaság ellen. Anakin meghalt 17 évesen egy támadás során, amelyet a Yuuzhan Vong ellen intéztek. Életét áldozta, hogy megvédje a szerelmét, családtagjait és a galaxist. Az Erő által családtagjai rögtön megérezték halálát.
Solo, Jacen
Jacen Solo Han Solo és Leia hercegnő fia és ikertestvére Jaina Solo valamint Anakin Solo testvére. Később áttért a sötét oldalra. Testvére, Jaina ezért megölte.
Solo, Jaina
Jaina Solo Han Solo és Leia hercegnő lánya és ikertestvére Jacen Solo valamint Anakin Solo testvére.
A Yuuzhan Vong inváziója során pilótaként harcolt az Új Köztársaság hadseregében, később alezredesi rangot ért el.
Skywalker, Ben
Ben Skywalker Luke Skywalker és Mara Jade fia. Anakin Skywalker és Padme Amidala unokája. Leia Organa Solo és Han Solo unokaöccse. Mivel Mara Jade-t a Yuuzhan Vong megfertőzte, Luke nem akart gyereket. Amíg Mara megpróbálta testét az Erő segítségével meggyógyítani, rájött, hogy közben terhes lett. Nevét apja egykori mestere, Obi-Wan Kenobi után kapja, így tiszteleg Luke mestere emléke előtt. Ben Skywalker gyermekkorát egy menedék bolygón kénytelen tölteni, így próbálják őt megvédeni a Yuuzhan Vong háború veszélyeitől és fájdalmaitól. Mindazonáltal ez a háború annyi fájdalmat és szenvedést okozott neki, hogy eltávolodott az Erőtől. Később Ben elkezdte magát kinyitni az Erőnek, unokatestvére, Jacen Solo tanítása alatt. Jacen irányítása alatt lett magabiztos az Erő használatában és erős jedi vált belőle. A Második Galaktikus Polgárháború ideje alatt, részben, hogy hírnevet szerezzen magának, részben pedig, hogy elmeneküljön apja hírneve elől, beállt a Galaktikus Szövetség Őrzőihez a Jedi Tanács kívánsága ellenére. Az első küldetésén először találkozott a halállal és csalódnia kellett mesterében, Jacenben, mert az hidegvérrel gyilkolt. Miután megtudja, hogy mestere, Jacen Solo (Darth Caedus) ölte meg anyját, elfordul az unokatestvérétől, egykori mesterétől. Ez szintén okot adott arra, hogy Bent a bosszú irányítsa, mely arra ösztökélte, hogy megölje anyja gyilkosát, akit akkor már Darth Caedusnak hívtak. Végül csak Caedus tanítványával, Tahiri Veilaval csapott össze, kit le is győzött, de nem ölte meg, hanem csak letartóztatta. Luke azt mondta fiának, hogy ezzel a tettel úgy viselkedett, mint egy igazi Jedi Lovag. Örökölve szülei hihetetlen képességeit, az erő terén a Galaxis legnagyobb jedi lovagjává vált. Kinézete: 1,67 cm magas, vörös haj (anyja után), kék szem. Előfordulása: Timothy Zahn: A Birodalom örökösei c. regénysorozata.
Skywalker, Luuke
Luuke Skywalker egy Joorus C'baoth által készített klón, aki maga is egy jedi mester klónja volt. A klónt Palpatine Császár kedvenc mintájából, a B-2332-4-ből (Luke Skywalker levágott keze), készítették és Luke klónja volt. Fegyvere az eredeti fénykard volt, amelyet a lezuhanásakor szereztek vissza. Mikor Luke és Mara Jade megtalálták C'baoth-ot a trónterem alatt, a sith a klónt arra utasította, hogy megtámadja a fiatal jedit. Luuke Skywalkert Mara Jade győzte le Darth Vader fénykardjával. Ezzel tudta nélkül teljesítette azt a beleprogramozott titkos parancsot, hogy Luke-ot meg kell ölje, így felszabadult.

## T
Tachi, Siri
Siri Tachi Adi Gallia Jedi mester tanítványa volt, Obi-Wan Kenobival egyidős. Ifjonckorukban szerelem bontakozott ki kettőjük között, ami a Jedi kód ellen volt. Idővel ez a láng elmúlt.
Thire
Köztársasági szolgálatban álló vörös jelzésű klónkatona, később „birodalmi sokkosztagos” volt a klónháborúk idején (ez a két hadtest nagyjából ugyanaz: a szenátus körzetének őrzésével volt megbízva a Coruscanton, illetve fontos diplomaták és más magas rangú személyek alkalmi kíséretével, őrzésével). Mint a 4447-es számú klón, nagyon fiatalon kitüntette magát, és hadnagyi rangot kapott. Yoda magával vitte a rugosai küldetésre – Jek-kel és Rys-szel együtt – ahol a toydariai Katuunko királlyal kellett tárgyalniuk. Itt harcba keveredtek egy Asajj Ventress vezérelte droid-hadosztállyal, a harcok közti pihenő során Yoda azt tanácsolta a klónnak, hogy ne rohanjon bele mindig a harc közepébe, mert csak az győz, aki túl is éli a háborút (A klónok háborúja I/1 – „Ambush”). Úgy látszik, megfogadta a tanácsot, mert túlélte a viharos időket, pedig a coruscanti csatában ő és emberei kapták a legnehezebb feladatot, hogy megvédjék Palpatine főkancellárt a szeparatista támadóktól (nem is sikerült, és a kancellárt elrabolták). Megjelenik a Sithek bosszújában is, ő vezeti a Yoda vagy holtteste után kutató klónokat, miután a Jedi és a Sith nagymester összecsapott a szenátusban. Yodát ugyan nem találták meg, de Thire mégis nagy megtiszteltetésben részesült, ugyanis a vörös sokkgárdából megszervezték a Császári Testőrséget, ahová ő is bekerülhetett .
Tano, AhsokaTogrutai származású fiatal jedi padawan a A klónok háborúja c. animációs sorozatban és mozifilmben. A fiatal lány Anakin Skywalker tanítványa, a sorozat egyik főszereplője.
TA-175
Egy T-szériájú taktikai droid volt, aki Wat Tambor emír katonai tanácsadójaként szolgált a klónháborúkban, amikor a szeparatisták megszállták a Rylothot. A droid magára hagyta Tambort (aki így köztársasági fogságba esett), mert többszöri figyelmeztetése ellenére sem tartotta be az evakuációs tervet.
Thrawn főadmirális
Syndic Mitth'raw'nuruodo, ismertebb nevén Thrawn főadmirális először Timothy Zahn A birodalom örökösei című trilógiájában szerepelt. Idegen származása ellenére hihetetlen kegyben részesült – egyike a Birodalom tizenkét főadmirálisának. Később a saját testőre Rukh a noghri megölte. Bővebben: Thrawn.
Tl-99
Tl-99 egy T-szériájú taktikai droid volt, aki a szeparatista Trench admirális hajóján, a Legyőzhetetlen-en szolgált. A hajó és a droid (valamint gazdája, az admirális is) elpusztult, amikor a Köztársaság hadvezetése úgy döntött, kipróbál egy új, álcázótechnológiával felszerelt hadihajó-prototípust (A klónok háborúja II./16: Cat and Mouse).
Tuuk, Mar
Mar Tuuk egy neimoidiai hajóhad-kapitány volt a CIS szolgálatában. Briliáns stratéga és – neimoidiai volta ellenére – bátor és fegyelmezett katona volt, aki a Ryloth bolygó feletti űrcsatában híresült el azzal, hogy pár Munificient osztályú cirkálójával szétverte a Ryloth felszabadítására indított köztársasági űrhajóhadat. Anakin Skywalker végül csellel legyőzte és elpusztította a zászlóshajóját a Star Wars: A klónok háborúja egyik epizódjában (Storm over Ryloth), mivel elhitette Tuukkal, hogy feladja magát, csak hogy a leigázott és a háború által megviselt twi'lek lakosság élelmiszer- és gyógyszersegélyt kaphasson. Tuuk, bár számított rá, hogy a dolog csel, nem tudta megállítani a Skywalker által kamikáze-ként irányított köztársasági cirkálót, a Defendert, amelyről becsapódás előtt a Jedinek sikerült elmenekülnie.
A karakter eredetileg a felrobbanó zászlóshajón pusztult volna (egy, Az utolsó csillagharcos c. sci-fi előtti tisztelgésnek tekinthető párbeszéd keretében), de George Lucasnak és a sorozat néhány más alkotójának annyira megtetszett, hogy kérésére átírták az epizód forgatókönyvét, és így egy új jelenet szerint Mar Tuuk végül egy mentőkabinban sikeresen elhagyta a Lucrehulk osztályú konföderációs csatahajót.
TX-20
Egy T-szériájú taktikai droid volt, aki, miután Mar Tuuk kapitány kudarcot vallott a Ryloth űrvédelmében, megpróbálta feltartóztatni a landolni kívánó köztársasági csapatokat. Egy protonágyúkkal védett twi'lek faluba vette be magát, és élő pajzsként használta a túszul ejtett lakosságot, hogy a köztársasági cirkálók ne semmisíthessék meg. Egy köztársasági különítmény felszabadította a falut, azonban a droidot nem ők, hanem a twi'lek lakosság semmisítette meg, puszta kézzel darabokra tépve. (A klónok háborúja II./20. "Innocents of Ryloth")

## V
Ventress, Asajj
Assaj Ventress dathomiri (fél-zabrak) nő volt, aki Dooku gróf révén egy ideig sith tanonc és konföderációs tiszt volt, de Darth Sidious parancsára kapcsolatuk megszakadt, és Ventress a Sithek ellensége lett.
Anyja az Iridónián élt, de odaadta a gyermeket egy erő-használó gyámnak, hogy az kitanítsa. Ezután, már amikor dúlt a klónok háborúja, a gonosz Dooku gróf egy arénában meglátta harcolni, és felfogadta tanítványnak. Bár a Sithekből mindig csak kettő lehet, Dooku a mestere, Darth Sidious tudta nélkül a fő sith ellen akart fordulni.
Asajj Ventress Dooku egyik keze lett, a klónháborúkban konföderációs tábornokként számos hadműveletet irányított, legtöbbjüket nagyon sikeresen. Bár a rugosai vagy a tatuini küldetést elbukta, sikerült viszont kiszabadítania a fogságba esett Gunray helytartót a Jedik karmai közül.
Ám Sidious megérezte a Ventress által keltett egyre nagyobb zavart az Erőben, és egy napon azt parancsolta a grófnak, hogy válasszon közte és Ventress között. Dooku mesterének engedelmeskedett, és orvul meg akarta ölni Ventresst, aki azonban elmenekült, visszatért népéhez, a dathomiri Éjnővérekhez, hogy segítsenek neki bosszút állni Dookun.
Először felfedezték és kiválasztották a pszichopata dathomiri harcost, Savage Opresst, Opress pedig beállt Dookuhoz tanítványnak, hogy, ha eljön az ideje, esélye legyen megölni a grófot. Hogy le ne lepleződjék, az Éjnővérek mágiával „alvó ügynökké” változtatták, törölve emlékeinek egy részét, aki nem tud mindent a céljairól. Ám amikor eljött a bosszú ideje, és Ventress megparancsolta Opressnek, hogy forduljon a gróf ellen, a vad harcos irányíthatatlannak bizonyult (egy félreértés miatt azt hitte, Ventress is ellene van), mindkettejüket megtámadva. Egy hármas „párbaj” alakult ki, de Dooku bizonyult a legjobbnak, és kicselezte mindkettejüket. Később, miután az Éjnővérek még egyszer támadtak, és Talzin Anya mágiájával majdnem megölte Dookut, a gróf válaszcsapásként droidcsapatokat küldött a Dathomirra, amik Grievous tábornok vezetésével kiirtották az éjnővéreket.
Ezután Ventress, legalábbis időlegesen, teljesen egyedül maradva, lemondott a Dooku elleni bosszúról, és fejvadásznak állt, hogy Opressen állhasson bosszút előszer, akinek fejére rémtettei miatt a köztársasági hatóságok jelentős vérdíjat tűztek ki. Közben részt vett egy küldetésben, amit a fiatal Boba Fett irányított, de népe kiirtása olyan hatással volt a nőre, hogy elárulta Fettet, szabadon engedte a foglyukat, és elkezdett a jó útra térni (Fett és csapata ugyanis, bár nem tudva a háttérről, egy ártatlan lányt akartak elrabolni egy helyi hadúrnak, aki erőszakkal feleségül akarta venni.) Visszatérve az Opress elleni bosszúhoz, bár még Kenobival is társult a cél érdekében, Opress és testvére, Darth Maul legyőzte őket.
Végül Ventress szinte teljesen jó útra tért, legalábbis Sith múltjához képest. Amikor Ahsoka Tanot, Anakin Skywalker padawanját a Köztársaság ártatlanul terrorcselekménnyel vádolta és üldözte, Ventress segített leleplezni, hogy a valódi gyilkos Barris Offee padawan.
Ventress további élete (és halála) már nem teljesen tekinthető kanonikusnak. Egy képregény szerint a Jedi-tanács kiküldte a félőrült „szürke Jedit”, Quinlan Vost, hogy ölje meg Dooku grófot. Vos és a fejvadászként dolgozó Ventress társultak a cél érdekében, és egymásba szerettek. Ventress a sötét oldal praktikáira tanította Vost, hogy sikeresen felvehessék a harcot a Sith úrral. A merénylet mégis sikertelenül végződött, és Vos hosszú időre Dooku fogságába került. Ventress Kenobi és Skywalker segítségével kiszabadította Vost, azonban Dooku üldözte őket, és újra legyőzte Vost. Erő-villámokkal próbálta megölni a Jedit, azonban Ventress a testével védelmezte, és meghalt. Vost a segítségére érkező Kenobi mentette meg, Ventresst pedig szülőbolygólyán, a Dathomiron temették el.

## W
Wahlo, Lauli
Quarren fegyverkereskedő volt a Coruscanton, a Bannamu nevű patróliai zsebtolvaj orgazdája. A Klónok háborúja II./ „Lightsaber lost” c. részben szerepel, megnevezve csak a képregényváltozatban van.

## Z
Zend, Salla
Salla Zend Han Solo barátnője volt. Shug Ninx és ő segítették Hant és Leiát, hogy megmentsék Luke-ot több évvel a yavini csata után.
Ziro Desilijic Tiure, ismertebb nevén Ziró
Gyermekkorra ismeretlen, de Jabbához hasonlóan ő is egy bűnszervezet tagja volt. Segített a sitheknek elrabolni Jabba fiát Rottát, és a jediket gyanúsítani a rablással. Jabba azonban megtudta, hogy Ziró is részt vett fia elrablásában, ezért börtönbe csukatta. A Teth bolygón ölték meg.